# Трети пол
Третият пол, трета полова идентичност или третата полова раса е понятие, което се отнася до хора, които се определят от себе си или от обществото като нито мъже, нито жени. Освен това третият пол е социална категория в общества, които признават три или повече пола. Обикновено „трети“ в случая на този термин означава „друг“. Някои антрополози и социолози описват и четвърти, пети и още полове или полови идентичности. В някои общества „трети пол“ се отнася до трансполовите хора, но като цяло двете понятия са различни.
В биологичен план човешкият пол може да е мъжки или женски според хромозомите и физическите белези на индивида, а поради вариации може и да е неопределен или още наричан интерсекс. От друга страна начинът, по който човек самоопределя пола си, се нарича полова идентичност или джендър. Половата идентичност може да е тясно свързана с половите роли или с начина, по който обществото определя пола на един човек. Не всички общества имат строго определени полови роли и очаквания.
През 2018 г. в България няколко политически партии се обявяват против Истанбулската конвенция, заради използването ѝ на термина „джендър“ и „социален пол“ в превода си, което води до погрешното разбиране, че конвенцията задължава признаването на трети пол. Понятието „трети пол“ започва често да се бърка или смесва с понятието „трансджендър“.
В различните култури третият и четвъртият пол може да означават съвсем различни неща. За хавайските аборигени Маху тези понятия означават човек, чийто пол е посредата между мъж и жена, или „човек от среден пол“. Племето навахо от югозападните Съединени щати признава четири пола: женствена жена, мъжествена жена, женствен мъж и мъжествен мъж. С термина „трети пол“ понякога се описват и хората хиджра в Индия, Пакистан и Бангладеш, чиято идентичност има законен статус и признание, хората фаафафине в Полинезия и албанските заклети девици.
Въпреки че съществуват в редица западни култури, понятията за трети, четвърти и още полове са все още сравнително нови в западните общества. Най-често понятията биват приети в съвременните ЛГБТ или куиър общества, както и в някои етнически малцинства, съществуващи сред западните култури, като например в някои северноамерикански индиански общества, в които съществуват понятия като двудуховни хора. Много антрополози и други учени, които се опитват да изследват „полово различните“ хора от индиански или южноазиатски произход, пишат за тях използвайки съвременния език, използван от ЛГБТ обществото. Други учени обаче, особено учени от индиански произход, изтъкват, че липсата на културни познания и културно-подходящи изрази са довели до широко-разпространени неверни представи за хората от третия пол.

## Пол и полова идентичност
Към най-късно 70-те години антрополозите започват да описват полови категории у някои общества, които не могат да бъдат обяснени пълноценно чрез идеята за два пола. По същото време във феминизма се развива идеята за разликата между пола (в биологичен план) и половата идентичност (или джендър, в социален и психологически план). Съвременните философи на половата идентичност обикновено твърдят, че двуполовата (т.нар. бинарна) обществена система не е нито вродена, нито всепризната.

### Интерсексуалността и третия пол
Интерсексуалните хора са родени с полови белези (напр. хромозоми, полови жлези или гениталии), които, според Върховната комисия на ООН за човешките права, „не се вписват в типичните бинарни представи за мъжко и женско тяло“. Разграничението между пол и полова идентичност не е всеприсъщо, а идеята, че половите идентичности като социални понятия може да се използват за обозначението на биологични културни разлики не е уникална. В проучване на твърденията, че интерсексуалните хора се вписват в категория на трети пол Морган Холмс, учен по науката за интерсексуалността, твърди, че много от анализите на третия пол или третия джендър са твърде опростени.
Много от съществуващите творби, разглеждащи култури, които признават „трети пол“, представят опростени визии, в които общества с повече от две категории за пол/полова идентичност биват представени като превъзхождащи такива, които разделят света само на две. Моята теза е, че за да разберем дали една система е повече или по-малко опресивна от друга, трябва първо да разберем как се отнася към всичките си различни членове, не само към своите „третинки“.
Както и при не-интерсексуалните хора, някои интерсексуални хора не се възприемат като изцяло жени или изцяло мъже, но повечето се възприемат или като жени, или като мъже. Клинично проучване сочи, че между 8,5% и 20% от интерсексуалните хора изпитват полова дисфория, а социологични проучвания в Австралия, държава с призната трета категория за пол, обозначена с „Х“, показват, че 19% от хората, родени с нетипични полови белези, избират „Х“ или „друг“ пол сред категориите; 52% са жени, 23% са мъже, а 6% не са сигурни. Алекс Макфарлейн е първият австралиец, който успява да си извади акт за раждане, на който полът е отбелязан като „неопределен“, и паспорт, в който полът е отбелязан с „Х“ през 2003 г.
Третият Международен форум по интерсексуалността, провеждащ се през ноември и декември 2013 г., излиза с първите за организацията изявления относно регистрацията на пола и половата идентичност, в които той препоръчва
- - Интерсексуалните деца да бъдат вписвани като момичета или момчета, като родителите имат предвид, че като всеки друг, детето може да се възприема като друг пол.
  - Да се осигури лесен административен процес за смяна на половия маркер при желание на засегнатите лица. Всички пълнолетни или опълномощени непълнолетни да имат възможността да избират между маркерите мъж (М), жена (Ж), не-бинарен пол и други варианти. В бъдещето, както с расата или религията, полът и половата идентичност трябва да бъдат премахнати като категории от актовете за раждане и документите за самоличност.

Азиатският тихоокеански форум по Националните институции за човешки права твърди, че легалното признаване на интерсексуалните хора опира най-първо до достъп до еднакви човешки права като други мъже и жени, чийто приписан пол е мъжки или женски. На второ място то се отнася до осигуряването на достъп до административни поправки на легални документи в случаи, в които първоначалният приписан пол не е актуален. На трето място това легално признаване не се отнася до създаването на трета полова категория изцяло и само за интерсексуалните хора, а се отнася до уважаване на самовъзприятията.
През март 2017 г. в общо изявление австралийски и новозеландски групи призовават за премахването на легалната категория пол, твърдейки, че третият пол като легална категория се основава на структурно насилие и не уважава половото разнообразие и правото на самоопределяне. Групите още призовават за забраната на неспешни медицински интервенции при интерсексуалните хора.

### Трансполовите хора и третия пол
В днешно време понятието „трансджендър“ или „транс“ често се използва като хиперним за редица полови идентичности, при които половата идентичност не отговаря не пола, приписан при раждането. Хипернима включва както хора, чийто полова идентичност е изцяло противоположна на приписания им пол, така и полови идентичности, които не отговарят на бинарната полова система мъж-жена, като например трети пол, интерсексуални, куиър, биджендър, джендър-куиър и аполови хора.
В различните култури има различни разбирания за пола и половата идентичност. В някои култури извън западните полът се разглежда като небинарен и човек може да преминава между мъжката и женската идентичност безпрепятствено, което се счита за баланс между духа и обикновения свят. В много източни култури това се счита за положително и понякога дори е на почит, докато в много западни общества хората, които не се придържат към хетеронормативни и циснормативни очаквания често са смятани за ненормални.
В различните култури третият и четвъртият пол може да означават съвсем различни неща. За хавайските аборигени маху тези понятия означават човек, чийто пол е по средата между мъж и жена, или „човек от среден пол“. Племето навахо от югозападните Съединени щати признава четири пола: женствена жена, мъжествена жена, женствен мъж и мъжествен мъж. С термина „трети пол“ понякога се описват и хората хиджра в Индия, Пакистан и Бангладеш, чиято идентичност има законен статус и признание, хората фаафафине в Полинезия и албанските заклети девици.
В Африка жените могат да бъдат признати за „жени-съпрузи“, които се радват на всички привилегии на мъжете и биват третирани като такива, но чията женственост, макар и да не бива обсъждана открито, не остава забравена. Хората хиджра в Индия са една от най-познатите и приети от обществото групи от третия пол. Причината за това може да е идеята за прераждането, която преразглежда понятията за половата идентичност, пола и вида и позволява променливи класификации. Съществуват и много други култури, в които третият пол е нещо средно и самостоятелно, а не само преминаване от един пол в друг.
В проучването си върху хората от третия пол в САЩ Ингрид Снел открива, че повечето от тях обикновено са започнали да се чувстват различни около 5-годишна възраст. Тези с най-неясния външно пол страдат от най-много трудности в детството и живота си като цяло, под натиска на родителите си и околните. Сел открива и прилики между понятията за трети пол в Изтока и Запада. Близо половината от интервюираните за проучването са лечители или медицински лица. По-голямата част използват артистичните си умения, за да си изкарват хляба. Често срещано умение е медиаторството между мъже и жени, а за много от интервюираните хора от третия пол се смята, че имат необикновено широка перспектива и способност да разбират и двете страни.
В последните години някои западни общества започват да признават небинарни идентичности, като джендър-куиър и третия пол. След Алекс Макфарлейн Нори Мей-Уелби от Австралия също получава признание за неопределен полов статус. През 2016 г. Орегонски окръжен съд отсъжда, че Джейми Шуп може по легален път да промени пола си на небинарен.
Фондациите Отворено общество издават доклад през 2014 г. под името „Лиценз да бъдеш себе си“, в който описват „някои от най-прогресивните и основани на правата на човека закони и политики по света, които позволяват на транс хората да сменят половия си маркер в официални документи“. В доклада е включен следният коментар по отношение на признаването на трети полови категории:
От гледна точка на човешките права вариантът за трета полова категория трябва да е незъдалжителен, предоставяйки на трансполовите хора трета опция за това, как да определят половата си идентичност. Хората, определящи се като принадлежащи на трети пол, трябва да имат същите права като тези, определящи се като мъже и жени.
В доклада още е цитиран Мауро Кабрал от Глобално действие за транс равенство:
Обикновено хората виждат третия пол като свързан с освобождение от бинарната полова система, но това не винаги е така. Ако легалната категория на третия пол е достъпна само за транс и/или интерсекс хора, или на тях им е наложена тази категория, то бинарната система става по-силна, а не по-слаба.
Заключението на доклада е, че две или три категории не са достатъчни: „По-приобщаващ подход би бил увеличаването на вариантите за хората да самооперделят своят пол и полова идентичност.“

## Индийска култура
Индуиският бог Шива е често репрезентиран като Ардханарисвара с дуална мъжка и женска природа; типологията е Ардханарисвара да има дясна мъжка и женска лява страна. Отнасяния към трети пол могат да бъдат открити в различни текстове в Индия от три древни духовни традиции – индуизъм, джайнизъм и будизъм, и могат също така да се смесват с ведическата културна традиция, която разпознава три пола – във Ведите (около 1500 – 500 г. пр.н.е.) се описват индивидите, като принадлежащи на три отделни категории, според природата на съответния човек или още наречена пракрти. Те са изписани в Кама Сутра (около 4 век след Хр.), но и другаде като пумп-пракрти (мъжка-природа), стри-пракрти (женска-природа), и трития-пракрти (трета-природа). Различни текстове индикират, че третите полове са добре познати в Индия и включват женски тела и мъжки тела, както и интерсексуални, както и че те могат да бъдат разпознати от детството. Третият пол е също така дискутиран в индуските закони, медицина, езикознание и астрология. Работата на индийския лингвист Патаньджали върху санскритската граматика, тоест Махабхася (около 200 г. пр.н.е.), показва, че трите граматически рода в Санскрит са извлечени от три естествени рода.

## Платон
У Платон в Пирът се развива твърде интересна история за половете, според Пирът в началото половете били 3, без да се „търсят“ сексуално – а именно мъжки, женски и андрогинен. Андрогинният пол притежавал чертите и на двата пола. В Пирът трите пола биват разполовени на половинки, които се търсят взаимно и андрогинният пол става източник на хетеросексуалните мъже и жени, а другите чисто мъжки и женски полове – на хомосексуалните такива.